# Danny Chan Kwok-kwan
Danny Chan Kwok-kwan (Hong Kong, 1 de agosto de 1975) é um ator, artista marcial, coreógrafo e vocalista da banda de rock Poet. Ele é conhecido por sua semelhança física com Bruce Lee e retratou Lee na série de televisão  The Legend of Bruce Lee de 2008, o filme Ip Man 3 de 2015 e sua sequência, Ip Man 4 de 2019. Chan também é praticante de Jeet Kune Do, a arte marcial criada por Bruce Lee.

## Carreira
Chan começou sua carreira como vocalista da banda de rock Poet. Ele também desempenhou papéis menores em vários filmes de Hong Kong. Ele ganhou destaque pela primeira vez por atuar em dois filmes dirigidos por Stephen Chow, como o goleiro "Mão Vazia" em Shaolin Soccer (2001), e como o chefe do Axe Gang, Irmão Sum, em Kung Fu Hustle (2004). Em 2008, devido à sua semelhança com Bruce Lee, ele foi escolhido para retratar o famoso artista marcial na série de televisão biográfica The Legend of Bruce Lee. Chan reprisou seu papel como Lee no filme, Ip Man 3 de 2015, que é vagamente baseado na vida do mentor de Lee. Ele assumiu o papel mais uma vez no filme, Ip Man 4 de 2019, a última parte da franquia.

## Vida pessoal
Chan é casado com a atriz de Hong Kong Emme Wong desde 2014. Chan gerou polêmica por sua postura pró-Pequim, depois de apoiar abertamente a polícia de Hong Kong durante os protestos de 2019 em Hong Kong.

## Filmografia
- 1995 : Lost boys in wonderland
- 1996 : Young and Dangerous 3
- 1999 : Sealed with a Kiss
- 1999 : The Legend of Speed
- 2001 : Shaolin Soccer
- 2002 : Vampire Hunters
- 2002 : Fighting to Survive
- 2004 : Crazy Kung-Fu :
- 2005 : Where is Mama's Boy
- 2006 : I'll Call You
- 2007 : It's Wonderful Life
- 2007 : Kung fu Fighter
- 2008 : CJ7
- 2008 : My Wife is a Gambling Maestro
- 2008 : The Luckiest Man
- 2008 : La Légende de Bruce Lee
- 2009 : All's Well, Ends Well 2009
- 2011 : Spirit of Fight : Special Bruce Lee's 70th Tribute
- 2015 : Ip Man 3
- 2019 : Ip Man 4